# Wladimir Pawlowitsch Efroimson
Wladimir Pawlowitsch Efroimson (russisch Владимир Павлович Эфроимсон, * 8. Novemberjul. / 21. November 1908greg. in Moskau; † 21. Juli 1989 ebenda) war ein sowjetischer Genetiker.

## Leben
Efroimson studierte ab 1925 Biologie an der Lomonossow-Universität in Moskau. Zu seinen wissenschaftlichen Lehrern gehörte Nikolai Kolzow. Aufgrund einer Verteidigungsrede für den gemaßregelten Biologen Sergei Tschetwerikow wurde er 1929 vom Studium ausgeschlossen. Seine wissenschaftliche Arbeit konnte er bei Solomon Lewit fortsetzen, bevor er an das Transkaukasische Institut für Seidenproduktion in Tiflis ging. Dort forschte er unter anderem zur Seidenraupenzucht und zu genetischen Veränderungen unter dem Einfluss von Röntgenstrahlung. In dieser Zeit entstanden mehrere wissenschaftliche Veröffentlichungen. 
1932 wurde er wegen antisowjetischer Tätigkeit verhaftet und zu drei Jahren Arbeitslager verurteilt, die er unter schweren Bedingungen im Altaigebirge verbrachte. Nach seiner Entlassung arbeitete er ab 1935 in Taschkent am Zentralasiatischen Institut für Seidenraupenzucht und setzte dort seine genetischen Arbeiten zu Seidenraupen fort. Im September 1938 wurde er wegen seiner Ablehnung des Lyssenkoismus und unter dem Vorwand, die Ergebnisse seiner Arbeiten seien nicht anwendbar, entlassen. Danach war er kurzzeitig als Deutschlehrer tätig. 1940 erhielt er die Erlaubnis, seine Arbeit Genetische Züchtungsforschung an Seidenraupen zur Erlangung des akademischen Grads Kandidat der Wissenschaft einzureichen. Diese Schrift verteidigte er im Juni 1941 erfolgreich an der Universität Charkiw. Mit Beginn des Deutsch-Sowjetischen Krieges wurde er zum Armeedienst einberufen. Er erhielt mehrere Auszeichnungen.
Nach Kriegsende setzte er seine Arbeiten zur Genetik an der Universität Charkiw fort, wurde dort Hochschullehrer, setzte sich weiterhin kritisch mit den Lehren Lyssenkos auseinander und verteidigte 1947 seine russische Doktorarbeit (entspricht der Habilitation). 1948 wurde er durch ministerielle Anweisung aus dem Hochschuldienst entlassen. Er verfasste einen Aufsatz über die verheerenden Folgen des Lyssenkoismus, den er an die Wissenschaftsabteilung des Zentralkomitees der KPdSU schickte. 1949 wurde er wegen angeblicher „antisowjetischer Agitation und Propaganda“ erneut verhaftet und zu acht Jahren Haft verurteilt. Er wurde in das StepLag in Schesqasghan eingewiesen, wo er ab 1953 in der medizinischen Abteilung des Lagers arbeitete und wissenschaftlich tätig sein konnte. 
1955 wurde er aus dem Lager entlassen ohne das Recht, nach Moskau zurückzukehren. Er ließ sich daher in der Stadt Klin nieder und arbeitete dort im WINITI. Ende Juli 1956 wurde er rehabilitiert und konnte wieder wissenschaftlich arbeiten. Er setzte seine bereits Anfang der 1930er Jahre begonnenen Arbeiten zur Humangenetik fort und schrieb 1961 das Buch Einführung in die medizinische Genetik, das erst 1964 veröffentlicht wurde. Ab 1961 war er am Metschnikow-Institut in Moskau tätig, wo er auf dem Gebiet der Immunologie forschte. In den frühen 1960er Jahren wurde er Mitglied des Wissenschaftlichen Rates für Genetik der Akademie der Wissenschaften der UdSSR. 1967 wurde er zum Leiter der Abteilung für Genetik des Moskauer Forschungsinstituts für Psychiatrie des Gesundheitsministeriums ernannt und konnte zahlreiche wichtige Arbeiten zur Humangenetik publizieren. 1975 verließ er das Institut und wurde 1976 zum beratenden Professor an das Kolzow-Institut für Entwicklungsbiologie der Akademie der Wissenschaften berufen.
Efroimson starb im Alter von 80 Jahren und wurde in einem Familiengrab auf dem Donskoi-Friedhof in Moskau beigesetzt.